# Windlade

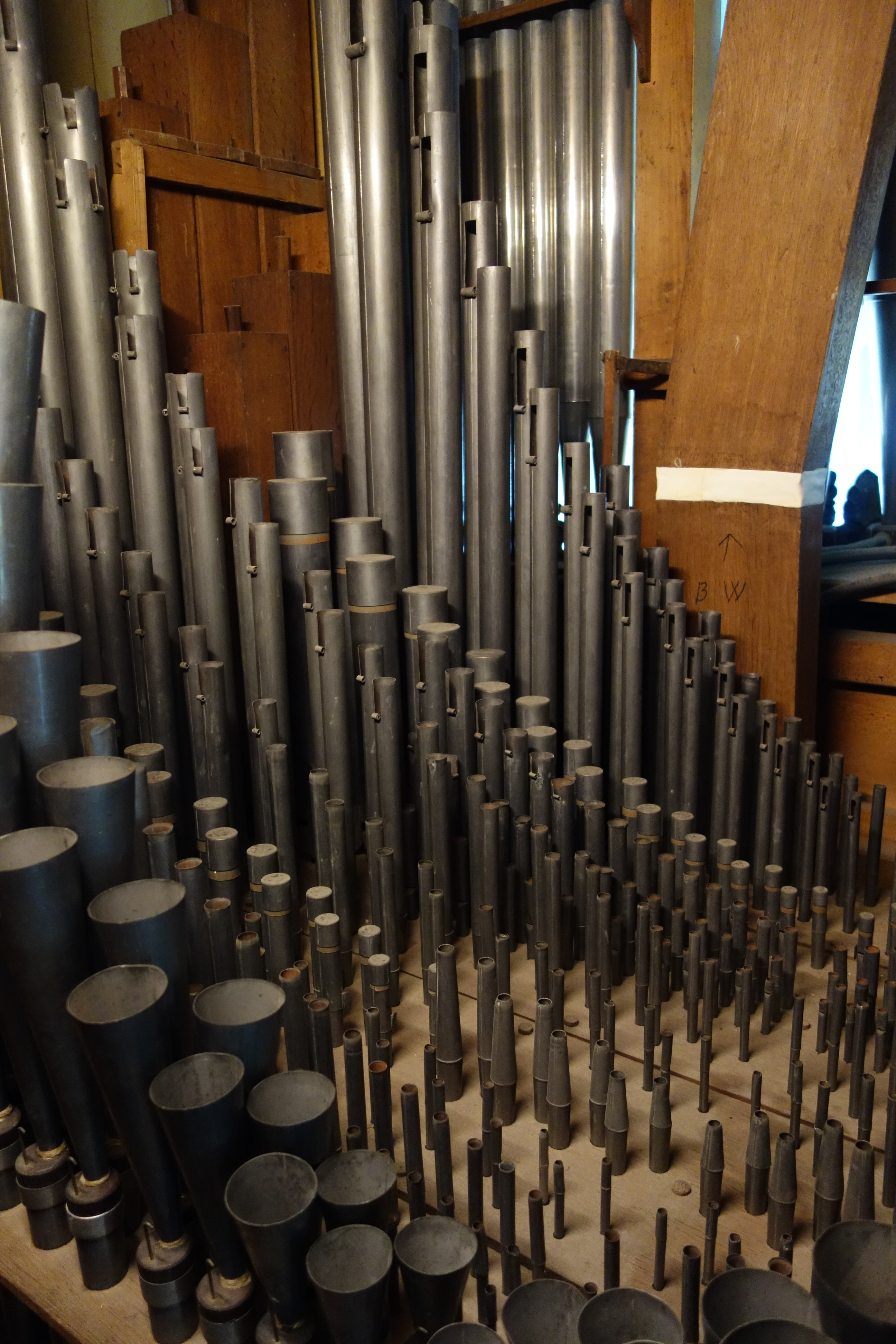
Pijpen staande op een windlade in het orgel van de Hervormde Kerk te Westerblokker

De windlade is het hart van een pijporgel: de kast of de lade waarop de pijpen staan en die de windtoevoer, de toetstractuur en de registertractuur ontvangt. Hier moet de aangevoerde wind zodanig verdeeld worden over de pijpen dat ze ieder afzonderlijk kunnen spreken, alsook in elke denkbare combinatie. Fout geconstrueerde of lekke windladen maken dit onmogelijk. Het meest gangbare windladetype is dat van de sleeplade.

## Windladetypes
Er zijn diverse windladetypes. 

### Tooncancellade
Het windladetype dat men in de oude orgelbouw construeerde, is dat van de tooncancellade: de windlade is in evenveel cancellen of dwarskanalen verdeeld als er toetsen zijn op het ermee corresponderende klavier. Alle door één toets tot spreken te brengen pijpen ontvangen hun wind via dezelfde cancel.
De tooncancellade kent vier historische vormen: de blokwerklade, de dubbellade, de springlade en de sleeplade. Deze laatste wordt in de huidige orgelbouw algemeen erkend als de meest eenvoudige en betrouwbare en wordt daardoor op ruime schaal toegepast.

#### Blokwerklade
De oudst bekende ladevorm en de eenvoudigste vorm van de tooncancellade is de blokwerklade.  Deze is nog te vinden in het Peter Gerritsz-orgel van de Koorkerk in Middelburg, afkomstig uit de Nicolaïkerk in Utrecht. Bij een blokwerklade kennen we geen registers. Door het neerdrukken van een toets gaan dus alle daarop corresponderende pijpen spreken.

#### Dubbellade
In de blokwerklade kon men geen differentiatie in de klank brengen. Om die afwisseling te bereiken construeerde men de dubbellade, waarbij alle cancellen in twee delen werden gescheiden, elk met een eigen ventiel. Zo ontstond een tweede ventielkast aan de achterkant. Op de voorcancel, dus in het front, plaatste men de grondtoon in enkelvoudige of meervoudige bezetting, op de achtercancel de pijpen met de boventonen. Men had dus een keuze tussen twee geluiden. De eenvoudigste vorm van de dubbellade vertoont het van 1432 of vroeger daterende positieforgel dat de gebroeders Van Eyck op het Gentse altaarstuk het Lam Gods afbeeldden.

#### Springlade en sleeplade
Toen rond 1500 allerlei nieuwe pijpconstructies werden toegepast en daardoor het kleurenpalet veelzijdiger werd, voelde men de noodzaak die kleuren in meer combinaties te doen spreken. De oplossing lag in de constructie van de sleeplade en de springlade, waarbij een onderverdeling in registers te vinden is.
De eerste constructie was de sleeplade. De constructie van de windkast, ventielen en cancellen bleef helemaal gelijk aan die van de blokwerklade. Het nieuwe bevond zich in de cancellen: in de lengte van de windlade werden boven de cancellen een aantal planken aangebracht, de zogenaamde dammen, en tussen die dammen legde men verschuifbare latten, de zogenaamde slepen of schuiven. In deze slepen bevinden zich gaten die corresponderen met de gaten in de latten erboven, de zogenaamde stokken, waardoor de wind naar de betreffende pijpen kan stromen wanneer de sleep door middel van een registertrekker wordt uitgetrokken.
Aan het einde van de 15de eeuw ontstond in Italië de springlade, een vrij ingewikkelde constructie dat een aantal voordelen met zich meebracht: er is geen windverlies boven de cancellen mogelijk en er kan geen vuil in de windlade doordringen. Nadelig aan dit systeem was de ingewikkelde constructie: alleen zeer bekwame orgelmakers konden ze bouwen en wanneer er één veer van de cancelventielen defect was, moest men alle pijpen van de lade afnemen en de lade zelf openen. Tot ver in de zeventiende eeuw waren de orgels met springladen uitgevoerd. Wellicht raakte deze springlade langzamerhand in onbruik door haar superieur vakmanschap eisende bouwwijze. In Westfalen maakte men ze nog tot in de tweede helft van de 18de eeuw, maar elders (behalve in Italië) had de sleeplade het pleit gewonnen.

### Registercancellade
Bij de registercancellade zijn er evenveel cancellen als er registers zijn. Alle pijpen die tot hetzelfde register behoren, staan op één registercancel. Het ventiel wordt niet geopend door het neerdrukken van de toets, maar door het inschakelen van een register. 
Er bestaan twee soorten van de registercancellade: de kegellade en de balgjeslade. 
Hoewel de registercancellade niet in onmiddellijk verband staat met de toepassing van de pneumatiek in de orgelbouw, dateert deze lade toch uit dezelfde tijd (omstreeks 1840). Daarna is dit ladetype zodanig verweven met de pneumatiek, dat hij er een wezenlijk bestanddeel van is geworden.